# 撒奇努奇努
撒奇努奇努（排灣語：Sakinukinu/Sakinu），是台灣排灣族舊高燕部落（Padain，位於今屏東縣瑪家鄉）神話中的祖神之一，為創建部落的神祇之一。

## 簡述
撒奇努奇努是七位祖神中的一員、兄弟姊妹中的長子兼老二，舊高燕部落的人將其和次女拉魯姆幹（Ljaljumgan）、三女薩迦拉魯拉魯（Sakaljaljuljalju）一同視為創建部落的神祇，而他同時也是大地的守護神。

## 傳說
據說撒奇努奇努原本住在現在的高燕部落西南下方的一處稱為Tjinknlan的深林，但他後來帶著一部份的族人遷往射鹿部落（Caljisi，位於今屏東縣瑪家鄉）上方的一處森林中，而那裡也以他的名字命名為Sakinu；也有說法認為他是移往平地生活，時間比作為平埔族祖先的弟弟布拉魯樣（Pulaluyan）還要早。